# Granica (Stara Dębowa Wola)
Granica – zniesiona część wsi Stara Dębowa Wola w Polsce, położona w województwie świętokrzyskim, w powiecie ostrowieckim, w gminie Bodzechów.
Nazwę zniesiono z 2025 r.
W latach 1975–1998 Granica administracyjnie należała do województwa kieleckiego.
Wierni Kościoła rzymskokatolickiego należą do parafii św. Antoniego w Sarnówku.